# Jacob von Sandrart

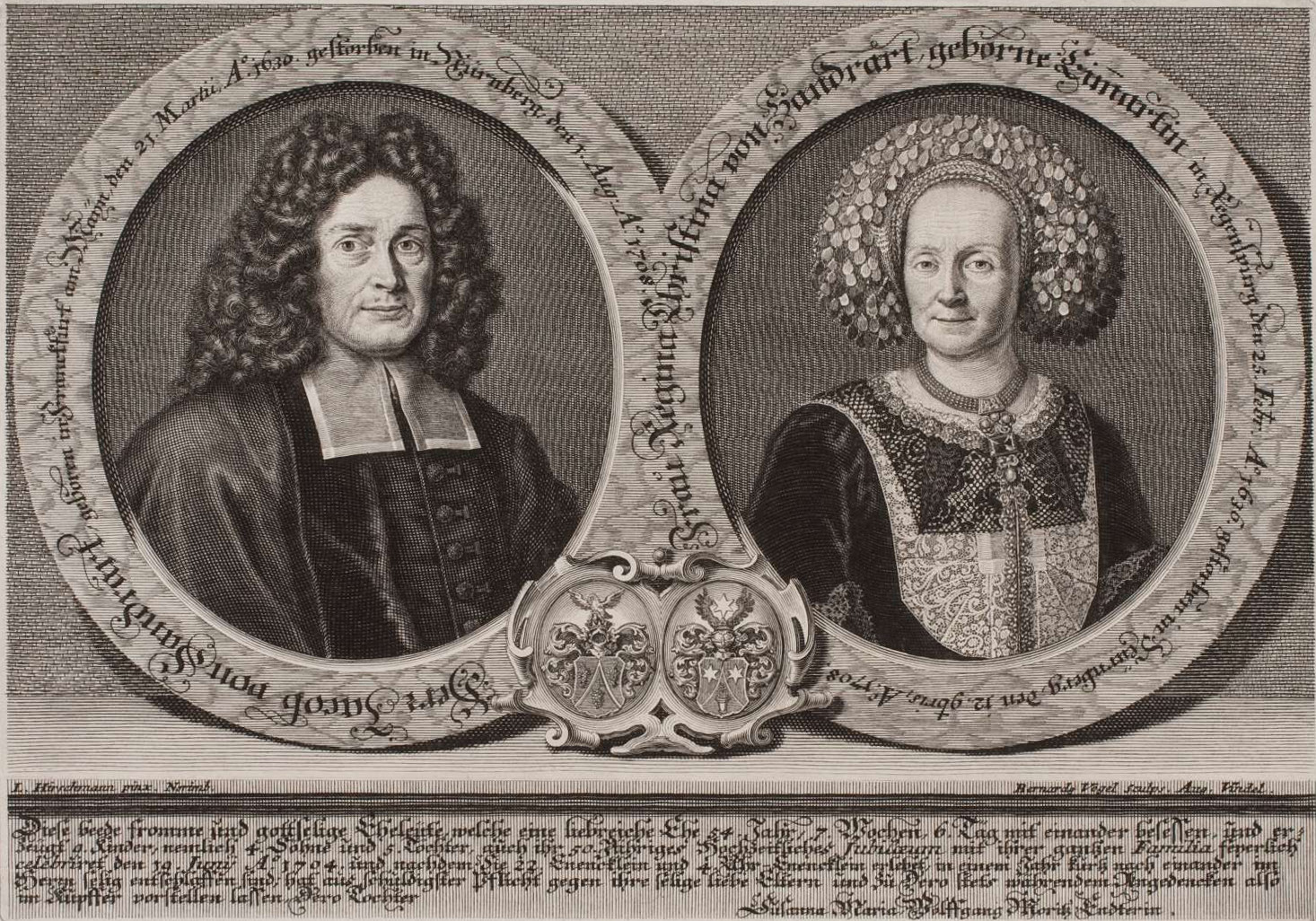
Jacob von Sandrart mit seiner Ehefrau Regina Christina, dem Text nach zu urteilen im Jahr 1708

Jacob von Sandrart (* 31. Mai 1630 in Frankfurt am Main; † 15. August 1708 in Nürnberg) war Kupferstecher, Kunsthändler und Verleger in Nürnberg.

## Leben
Im Alter von zehn Jahren erhielt er seine Ausbildung bei seinem Onkel Joachim von Sandrart, der sich zu dieser Zeit in Amsterdam aufhielt. Anschließend ging er für vier Jahre nach Danzig, ab 1644 machte er eine eineinhalbjährige Reise über Thorn, Breslau und Wien nach Regensburg. Seit dem 10. Juni 1654 war er mit Regina Christina Eimmart aus Regensburg, Schwester des bekannten Kupferstechers und Mathematikers Georg Christoph Eimmart, verheiratet. Ab 1656 lebte er dauerhaft in Nürnberg. 1662 gründete er dort die Maler-Akademie, zu deren erstem Direktor er ernannt wurde und die heute noch als Akademie der Bildenden Künste Nürnberg besteht.

## Werke
- Kurtze Beschreibung Von Dem Ursprung, Aufnehmen, Gebiete und Regierung der Weltberühmten Republick Venedig: Mehrentheils den Jahren nach, und in Form einer kurtzen Chronick verabfasset, Wie auch eine kurtze Beschreibung der vornehmsten Griechischen Provintz und Pen-Insel Morea, Sambt der jetzigen Türckischen Krieges-Handlung, mit 50 Curiosen Kupfern von Land-Taffeln, Insulen, Städten und Vestungen hervorgegeben und verlegt Von Jacob Sandrart, Kupfferstechern und Kunst-Händlern in Nürnberg. Im Jahr 1686. (Digitalisat)

Sandrart war ein sehr produktiver Künstler. Insgesamt sind über 400 Kupferstiche von ihm bekannt. Neben seinen Tätigkeiten für Nürnberger Verlage (Endter, Felsecker) veröffentlichte er auch illustrierte Werke im Selbstverlag.
Er machte sich vor allem einen Namen als Porträtist seiner Zeitgenossen. Ein Großteil seiner Stiche zeigt mehr oder weniger prominente Zeitgenossen aus Nürnberg. Sandrart war zu seiner Zeit auch der teuerste Kupferstecher in der Stadt; er war aufgrund seiner realistischen Darstellungsweise sehr begehrt.
Viele dieser Stiche entstanden in Zusammenarbeit mit dem Dichter Sigmund von Birken, der Verse zu den Porträts verfasste. Mit Birken war er gut befreundet, und ihm vermittelte er auch Aufträge zur Bearbeitung künstlerisch illustrierter Werke. Die Teutsche Academie der edlen Bau-, Bild- und Malereikünste seines Onkels Joachim wurde von ihm gemeinsam mit Birken konzipiert.
Auch Jacobs Kinder Susanna Maria (1658–1716) und Johann Jacob (1655–1698) wurden als Kupferstecher bekannt. Jener fertigte, zusammen mit dem Kupferstecher Christoph Weigel (1654–1725), die Zeichnungen zur 'Passio Domini' von 1693, die in Augsburg verlegt wurde.